# Буддгачаріта
Бу́ддга-чарі́та («Діяння Будди», «Життя Будди») — епічна поема про життя Сіддгартхи Ґаутами, що став буддою. Написана на санскриті давньоіндійським поетом-філософом Ашваґгошею у 2 столітті. Складається з 28 частин. Збереглося 13. 420 року перекладена китайською мовою, 7 — 8 століттях — перекладена тибетською.